# 北七真

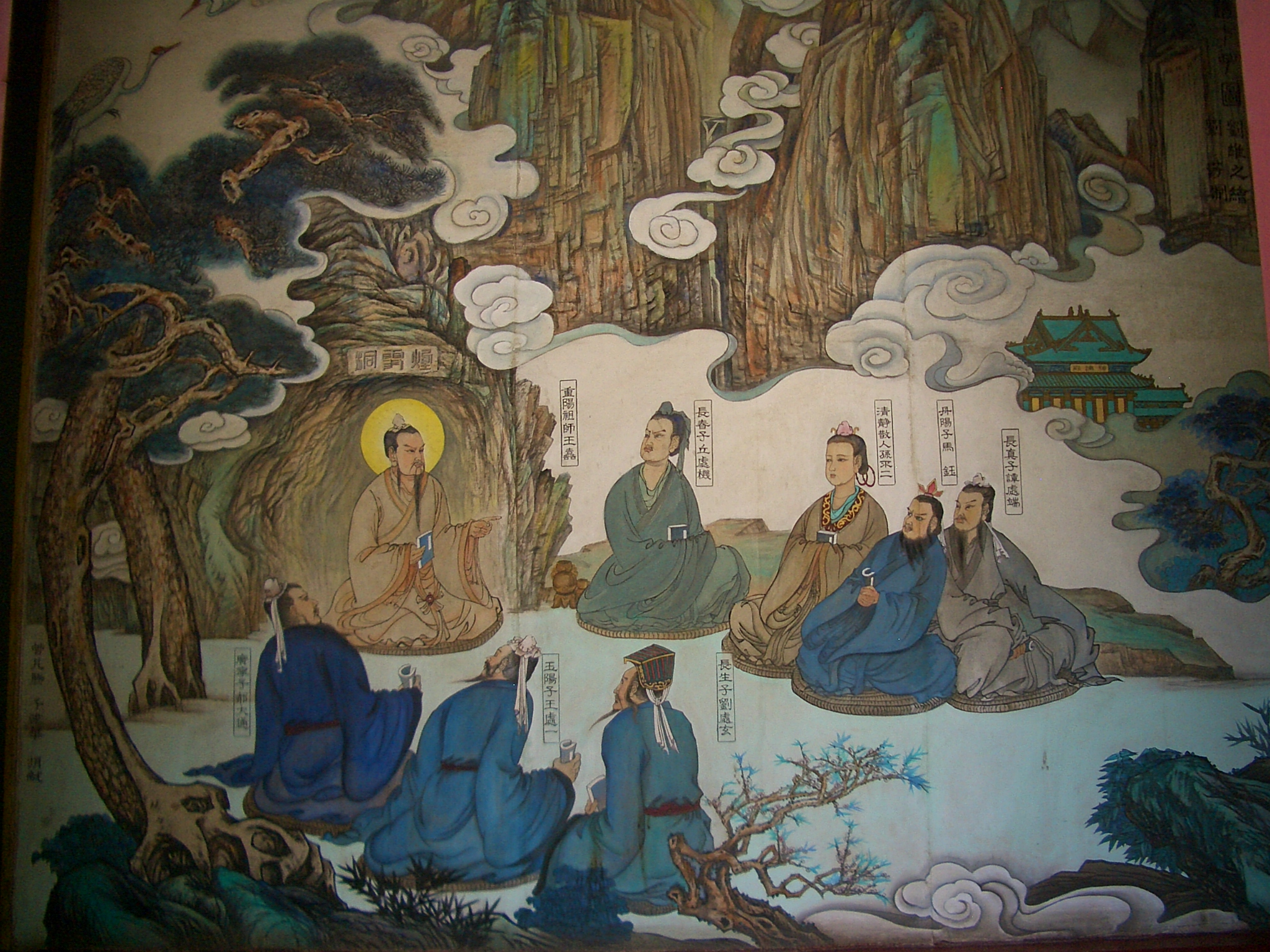
王重陽與北七真

北七真是道教重要派別全真道的開山祖師王重陽的七個弟子，是王重陽的主要門徒，其中馬鈺、譚處端、劉處玄、丘處機是最親近的嫡傳弟子。王重陽將馬比作弟，譚比作姪，劉、丘比作兒子。因為此七人對全真道的傳播和發展有著重大的貢獻，因此獲稱真人。
清末龍門派陳銘珪（1824-1881）《長春道教源流》指出，七真分別創立了七個全真支派，其中以龍門派最大。
七真按排名次序分別為以下七人：
- 馬　鈺──丹陽子，遇仙派
- 譚處端──長真子，南無派
- 劉處玄──長生子，隨山派
- 丘處機──長春子，龍門派
- 王處一──玉陽子，崳山派
- 郝大通──廣寧子，華山派
- 孫不二──清散道人，清靜派

## 思想
- 三教合一：北七真認為儒、道、釋三教同源一致，主三教平等，呼籲三教團結。
- 明心見性，先性後命，性命雙修：北七真注重心性的修煉，認為清淨心地是煉就內丹的前提。
- 安貧守賤：北七真認為要修道成仙，必須斷絕七情六欲，摒絕一切物質欲望，不生憤怒瞋妒心。

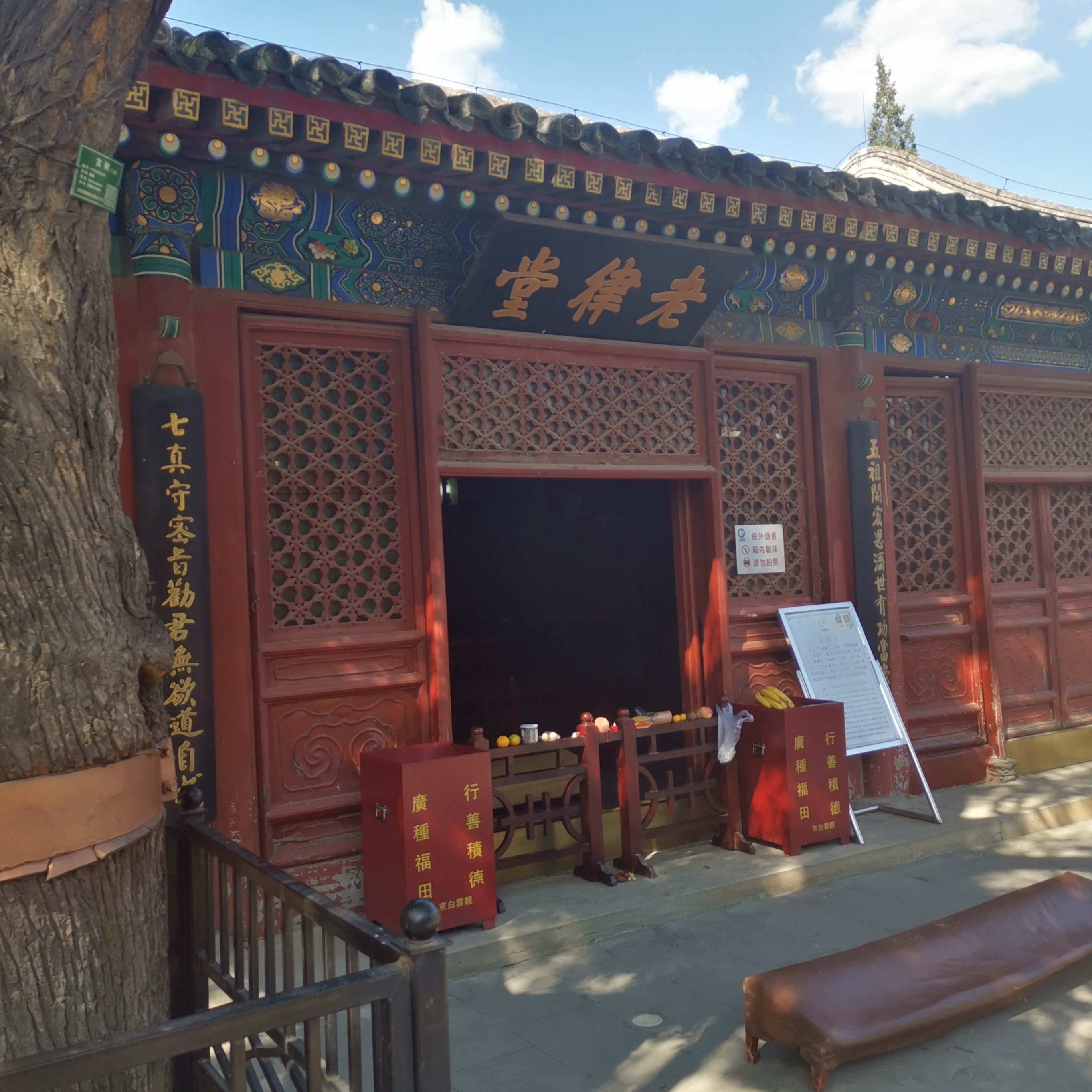
北京白云观供奉北七真的老律堂

## 小說中的全真七子
金庸小說《射鵰英雄傳》和《神鵰俠侶》中把「北七真」稱為「全真七子」，雖然他們的師傅師叔武功獨步天下，但全真七子的武功皆未能達到師傅師叔巔峰境界，數次華山論劍都未見其蹤影。這種描寫與歷史事實未必相符，但王處一有鐵腳仙之名倒確有其事（見元代姚燧《王宗師道行碑銘》）。

## 南七真
另外，道教全真南宗尊奉的五位重要人物，張伯端、石泰、薛式、陈楠及白玉蟾，稱為南五祖。南五祖加上張伯端的弟子劉永年和白玉蟾的弟子彭鶴林，則被奉為南七真（见五祖七真）。